# Calidiochernes musculi
Calidiochernes musculi är en spindeldjursart som beskrevs av Beier 1954. Calidiochernes musculi ingår i släktet Calidiochernes och familjen blindklokrypare. Inga underarter finns listade.